# Liste der Monuments historiques in Aufferville
Die Liste der Monuments historiques in Aufferville führt die Monuments historiques in der französischen Gemeinde Aufferville auf.

## Liste der Bauwerke
| Bezeichnung      | Beschreibung | Standort | Kennzeichnung | Schutzstatus | Datum | Bild           |
| ---------------- | ------------ | -------- | ------------- | ------------ | ----- | -------------- |
| Kirche St-Martin |              | (Lage)   | PA00086800    | Inscrit      | 1926  | weitere Bilder |

## Liste der Objekte

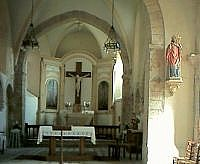
Innenansicht der Kirche St-Martin

- Monuments historiques (Objekte) in Aufferville in der Base Palissy des französischen Kultusministeriums